# NBA G League Defensive Player of the Year Award
L'NBA G League Defensive Player of the Year Award è il premio conferito dalla NBA G League al miglior difensore della lega.

## Vincitori
| Stagione  | Nazionalità | Giocatore              | Squadra               |
| --------- | ----------- | ---------------------- | --------------------- |
| 2001-2002 | Stati Uniti | Jeff Myers             | Greenville Groove     |
| 2002-2003 | Stati Uniti | Mikki Moore            | Roanoke Dazzle        |
| 2003-2004 | Stati Uniti | Karim Shabazz          | Charleston Lowgators  |
| 2004-2005 | Stati Uniti | Derrick Zimmerman      | Columbus Riverdragons |
| 2005-2006 | Stati Uniti | Derrick Zimmerman (2)  | Austin Toros          |
| 2006-2007 | Stati Uniti | Renaldo Major          | Dakota Wizards        |
| 2007-2008 | Senegal     | Saer Sene              | Idaho Stampede        |
| 2007-2008 | Gabon       | Stéphane Lasme         | Los Angeles D-Fenders |
| 2008-2009 | Stati Uniti | Brent Petway           | Idaho Stampede        |
| 2009-2010 | Stati Uniti | Greg Stiemsma          | Sioux Falls Skyforce  |
| 2010-2011 | Stati Uniti | Chris Johnson          | Dakota Wizards        |
| 2011-2012 | Stati Uniti | Stefhon Hannah         | Dakota Wizards        |
| 2012-2013 | Stati Uniti | Stefhon Hannah (2)     | Santa Cruz Warriors   |
| 2013-2014 | Stati Uniti | DeAndre Liggins        | Sioux Falls Skyforce  |
| 2014-2015 | Stati Uniti | Aaron Craft            | Santa Cruz Warriors   |
| 2015-2016 | Stati Uniti | DeAndre Liggins (2)    | Sioux Falls Skyforce  |
| 2016-2017 | Capo Verde  | Walter Tavares         | Raptors 905           |
| 2017-2018 | Camerun     | Landry Nnoko           | Grand Rapids Drive    |
| 2018-2019 | Canada      | Chris Boucher          | Raptors 905           |
| 2019-2020 | Ciad        | Christ Koumadje        | Delaware Blue Coats   |
| 2020-2021 | Stati Uniti | Gary Payton II         | Raptors 905           |
| 2021-2022 | Stati Uniti | Shaquille Harrison     | Delaware Blue Coats   |
| 2022-2023 | Stati Uniti | Jay Huff               | Capital City Go-Go    |
| 2023-2024 | Stati Uniti | Shaquille Harrison (2) | South Bay Lakers      |
| 2024-2025 | Stati Uniti | Braxton Key            | Santa Cruz Warriors   |